# 紺野侊慶
紺野 侊慶（こんの こうけい、1980年〈昭和55年〉-）は、東京都目黒区生まれの現代の仏師。松久朋琳・松久宗琳の孫弟子で、斎藤侊琳の弟子。関侊雲仏所、関侊雲 仏像彫刻・木彫刻学院、侊心会 仏像彫刻・木彫刻教室副代表。日本木彫刻協会副会長。

## 人物
東京を拠点に仏像彫刻や木彫刻を制作している仏師。
侊心会仏像彫刻・木彫刻教室の東京・群馬教室担当講師を務める。
スペシャルオリンピックス日本・東京にて木彫りプログラムの担当講師を務める。

## 略歴
- 1980年（昭和55年）　東京都目黒区に生まれる。
- 1996年（平成 8年）　仏師 斉藤侊琳先生に弟子入り。
- 2002年（平成14年）　年期を明ける。
- 2004年（平成16年）　斉藤侊琳先生より侊慶の雅号を賜り独立する。
- 2007年（平成19年）　関 侊雲と侊心会仏像彫刻・木彫刻教室を開設、副代表に就任する。地元である東京・中目黒に活動の拠点を移す。関 侊雲とスペシャルオリンピックス日本東京の木彫りプログラムを開講。
- 2009年（平成21年）　関 侊雲　仏像彫刻・木彫刻学院の副代表に就任。
- 2010年（平成22年）　初の著書「彫刻刀で作る仏像」を出版。
- 2011年（平成23年）　二冊目となる著書「彫刻刀で楽しむ仏像」を出版。
- 2012年（平成24年）　三冊目の著書「思い通りに彫れる仏像彫刻」を出版。
- 2013年（平成25年）　日本木彫刻協会副会長に就任。
- 2015年（平成27年）　四冊目の著書「続・彫刻刀で楽しむ仏像作り」を出版。
- 2018年（平成30年）　五冊目の著書「仏像彫刻　上達のポイント」を出版。富山県富山市の大円寺に聖観音菩薩立像を納入。めぐろ観光まちづくり協会より依頼を受け講演を開催。
- 2020年（令和 2年）　北海道北広島市の龍仙寺様に本尊、釈迦如来坐像を納入。
- 2021年（令和3年）富山県富山市の全勝寺様に釈迦如来坐像を納入。
- 2021年（令和 3年）　六冊目の著書「細部を美しく仕上げる　仏像彫刻」を出版。富山県富山市の全勝寺様に釈迦如来坐像を納入。
- 2022年（令和4年）富山県富山市の全勝寺様に四菩薩像を納入。
- 2023年（令和 5年)　NHK大河ドラマ「どうする家康」の撮影の為にNHKより依頼を受け、ドラマ内で使用する彫刻作品を納入し、俳優の松本潤に1年間、彫刻の演技指導を行う。
- 2024年（令和 6年）映画「かくしごと」にて俳優の奥田瑛二、中須翔真の演技指導及び作中使用仏像作品提供。

## 著書
- 「彫刻刀で作る仏像 入門編」2010年　株式会社スタジオタッククリエイティブ発
- 「彫刻刀で楽しむ仏像 弥勒菩薩・薬師如来」2011年 株式会社スタジオタッククリエイティブ発行
- 「思い通りに彫れる仏像彫刻 上達のポイント」2012年　メイツ出版株式会社発行
- 「続・彫刻刀で楽しむ仏像　釈迦如来・聖観音菩薩」 2013年　株式会社スタジオタッククリエイティブ発行
- 「人気の三種が彫れる 仏像彫刻 上達のポイント」2015年　メイツ出版株式会社発行
- 「よくわかる 仏像彫刻」思い通りに彫る55のコツ (コツがわかる本!) 2017/07　メイツ出版
- 「よくわかる仏像 入門編」増補・改訂版　2018年　株式会社スタジオタッククリエイティブ
- 「細部を美しく仕上げる 仏像彫刻 表情・頭部・手・足」2020年　株式会社スタジオタッククリエイティブ